# Castilblanco de los Arroyos
Castilblanco de los Arroyos település Spanyolországban, Sevilla tartományban. Castilblanco de los Arroyos Almadén de la Plata, El Pedroso, Cantillana, Villaverde del Río, Burguillos, Alcalá del Río, Guillena és El Ronquillo községekkel határos. Lakosainak száma 5134 fő (2024).

## Népesség
A település népessége az elmúlt években az alábbi módon változott:
| Lakosok száma | 4501 | 4682 | 4986 | 5150 | 5084 | 5033 | 4831 | 4864 | 5027 | 5134 |
|               | 2001 | 2004 | 2007 | 2009 | 2012 | 2014 | 2017 | 2019 | 2022 | 2024 |